# Los Mochis
Los Mochis è una città di 451.977 abitanti del Messico, situata nello stato di Sinaloa. Il nome in lingua mayo è Mochim, che significa "delle tartarughe (gopherus agassizii)".

## Sport
Los Mochis è nota anche per la sua dedizione allo sport e per i suoi centri sportivi, che danno maggiore motivazione agli apprendisti. Ha due grandi centri chiamati "Ciudad Deportiva", che hanno piscine, campi da tennis, campi da basket e stadi per partite di calcio che possono ospitare sino a 11.000 persone. La squadra di baseball del luogo si chiama Cañeros de Los Mochis, mentre quelle calcistiche e cestistiche si chiamano rispettivamente Dorados de Los Mochis e Pioneros.

## Amministrazione

### Gemellaggi
Los Mochis è gemellata con:
- Santa Rosa (California)